# کپلر-۵
کپلر-۵ نام ستاره ای است که در صورت فلکی ماکیان قرار دارد. این ستاره نزدیک سیارهٔ مشتری‌مانند کپلر-۵بی قرار دارد. کپلر-۵ یکی از اولین ۵ جرم آسمانی است که توسط فضاپیمای کپلر کشف شد. کشف آن در ۴ ژانویه ۲۰۱۰ در ۲۱۵امین نشست انجمن ملی ستاره‌شناسی آمریکا و پس از تأیید توسط رصدخانه‌های مختلف اعلام گشت. کپلر ۵ از خورشید بزرگ‌تر است اما فلزیگی کمتری دارد.

## نام‌گذاری و تاریخ
دلیل نام گذاری کپلر ۵ این بوده که پنجمین ستارهٔ سیاره دار است توسط مأموریت کپلر ناسا شناسایی شد. هدف این مأموریت شناسایی سیارات زمین‌سان یا سیاراتی که مانند زمین از ستارهٔ روبه رویی خود عبور می‌کنند بود. سیارهٔ این ستاره یعنی کپلر-۵بی دومین جرم از اولین ۵ جرم کشف شده در این مأموریت بود. کپلر-۵بی در ۴ ژانویه ۲۰۱۰ در ۲۱۵امین نشست انجمن ملی ستاره‌شناسی آمریکا همراه با سیارات پیرامون کپلر-۴، کپلر-۶، کپلر-۷ و کپلر-۸ معرفی شد.
کشف اولیه کپلر-۵بی توسط کپلر توسط تلسکوپ کک در مائونا کیا هاوایی، رصدخانه مک‌دونالد در غرب تگزاس، رصدخانه‌های پالومار و لیک در کالیفرنیا، رصدخانه‌های فرد لارنس ویپل، ام‌ام‌تی و دابلیو آی وای ان در آریزونا و رصدخانه صخره بچه‌ها در جزایر قناری مورد بازبینی مجدد قرار گرفت.

## مشخصات
کپلر -۵ یک ستاره خورشید است که جرم خورشیدی آن ۱٫۳۷۴ (۰٫۰۵۶±)، شعاع خورشیدی آن ۱٫۷۹۳ (۰٫۰۵۳±) است و و ۱۳۷٪ جرم و ۱۷۹٪ شعاع خورشید را دارا می‌باشد. فلزیگی [آهن/هیدروژن] آن ۰٫۰۴ (۰٫۰۶±) است و این موضوع، آن را از لحاظ فلزیگی تقریباً به مانند خورشید غنی ساخته‌است. بنابراین احتمال این که این ستاره دارای سیاره ای در مدارش باشد را افزایش می‌دهد. دمای فعال این ستاره ۶۲۹۷ (۶۰±) درجهٔ کلوین است که داغ تر از دمای فعال خورشید (۵۷۷۸ کلوین) است. کپلر ۵ دارای قدر ظاهری ۱۳٫۴ است و با چشم غیر مسلح دیده نمی‌شود. بعد آن α۲۹۹٫۴۰۸۳۳ و میل آن δ۴۴٫۰۳۵ می‌باشد.

## سیستم سیاره ای

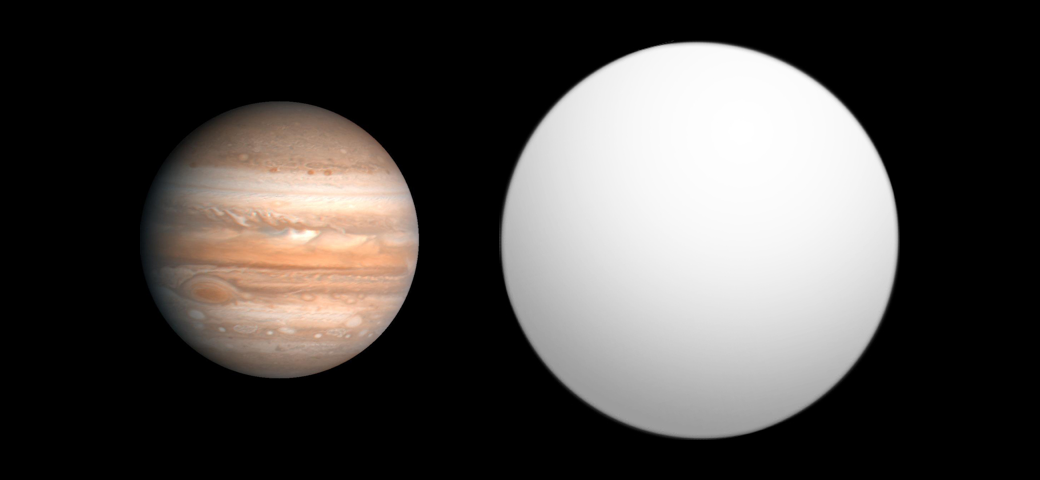
مقایسه بهترین اندازه سیاره فراخورشیدی Kepler-5 b با سیاره منظومه شمسی مشتری، همانطور که در فهرست سیارات فراخورشیدی باز [1] در 14-11-2015 گزارش شده است. ↑ باز کردن کاتالوگ سیاره فراخورشیدی (2015-11-14). بازبینی شده در 2015-11-14.

جرم مشتریایی کپلر-۵بی ۲٫۱۱۴ و شعاع مشتریایی آن ۱٫۴۳۱ است بنابراین جرم آن بیش از ۲ برابر جرم مشتری و شعاع آن کمی کمتر از ۱٫۵ برابر شعاع مشتری است. سیارهٔ کپلر-۵بی هر ۳٫۵۴۸۵ روز یک بار دور ستارهٔ خودش می‌چرخد. فاصلهٔ آن تا کپلر-۵ ۰٫۰۵۰۶۴ است بنابراین یک مشتری داغ یا یک غول گازی است که در نزدیکی ستاره میزبان آن قرار دارد. برای مقایسه، عطارد هر ۸۷٫۹۷ روز یک بار در مدار ۰٫۳۸۷۱ واحد نجومی خود به دور خورشید می‌گردد. خروج از مرکز مداری کپلر-۵بی صفر در نظر گرفته می‌شود که خروج از مرکز برای یک مدار دایره ای است.
| همراه (به ترتیب از ستاره) | جرم (فیزیک) | نیم‌قطر بزرگ (واحد نجومی) | تناوب مداری (روز) | خروج از مرکز مداری | انحراف مداری | شعاع     |
| ------------------------- | ----------- | ------------------------ | ----------------- | ------------------ | ------------ | -------- |
| b                         | ۲٫۱۱۴ MJ    | ۰٫۰۵۰۶۴                  | ۳٫۵۴۸۵            | ۰                  | —            | ۱٫۴۳۱ RJ |